# Inma Hernaez
Inma Hernaez Rioja (Bilbao, 1960) es una ingeniera de telecomunicación española. En 1995, fundó el grupo de investigación AhoLab, especializado en el procesamiento automático del euskera.

## Trayectoria
Se licenció en 1987 en Ingeniería de Telecomunicación en la Universidad Politécnica de Cataluña (UPC). Ese mismo año, comenzó su trayectoria laboral como docente de la Escuela Superior de Ingeniería de la Universidad del País Vasco (UPV/EHU).
Se doctoró en 1996 en la Universidad del País Vasco (UPV/EHU) con la tesis: Sistema de conversión de texto a voz para la lengua vasca basado en un sintetizador por formantes, la cual creó un sistema que lee automáticamente textos en euskera. Fruto de esta investigación, se construyeron posteriormente en el centro de investigación Aholab unos sistemas destinados a practicar euskera: uno de reconocimiento automático de voz y otro de síntesis de voz (AhoTTS).
Las obras de los lingüistas Txillardegi, José Ignacio Hualde e Iñaki Gaminde ayudaron a plasmar el acento vasco en los sintetizadores del grupo Aholab. Por su facilidad de implementación, prefirieron la propuesta de Hualde, aunque cogieron las definiciones y especificaciones relativas a la unidad acentuada, enclíticas y proclíticas, así como las listas propuestas de palabras marcadas, de la propuesta de Txillardegi.
Hernaez creó la base de datos fonética Bizkaieran Fonotekea con Iñaki Gaminde, que combina grabaciones de audio y vídeo de diversos testimonios del euskera de Vizcaya. Este tipo de tecnología se usa con el teléfono móvil, al introducir un texto por voz (sin escribir), o cuando el propio dispositivo responde por voz. También puede resultar útil en la comunicación interpersonal, proporcionando traducciones habladas o en el caso de personas con discapacidad vocal.
Como parte de su faceta investigadora, Hernaez ha publicado más de 40 artículos científicos en congresos internacionales. Además, en la base de datos Inguma de la comunidad científica vasca, se describen más de 30 trabajos escritos por ella.

## Reconocimientos
En 2012, Hernaez fue homenajeada por el trabajo realizado para introducir el euskera en las nuevas tecnologías. En 2019, en el Día Internacional de la Mujer, la Universidad del País Vasco (UPV/EHU) homenajeó a Hernaez al reconocer su labor académica y de investigación realizada en el ámbito del conocimiento de la Ingeniería.